# Sporbitz
Sporbitz ist ein Stadtteil im Südosten der sächsischen Landeshauptstadt Dresden. Er befindet sich am Stadtrand in der gleichnamigen Gemarkung, die zum Stadtbezirk Leuben gehört.

## Geografie
Sporbitz liegt 10 km südöstlich des Dresdner Stadtzentrums, der Inneren Altstadt, mitten im Elbtalkessel. Benachbarte Gemarkungen sind die anderen Dresdner Stadtteile Meußlitz im Nordosten, Großzschachwitz im Norden und Großluga im Westen. Im Südwesten und Südosten grenzen entlang der hier verlaufenden Stadtaußengrenze Dresdens bereits die Heidenauer Stadtteile Gommern und Mügeln an. Die Gemarkung Sporbitz gehört zum statistischen Stadtteil Großzschachwitz.

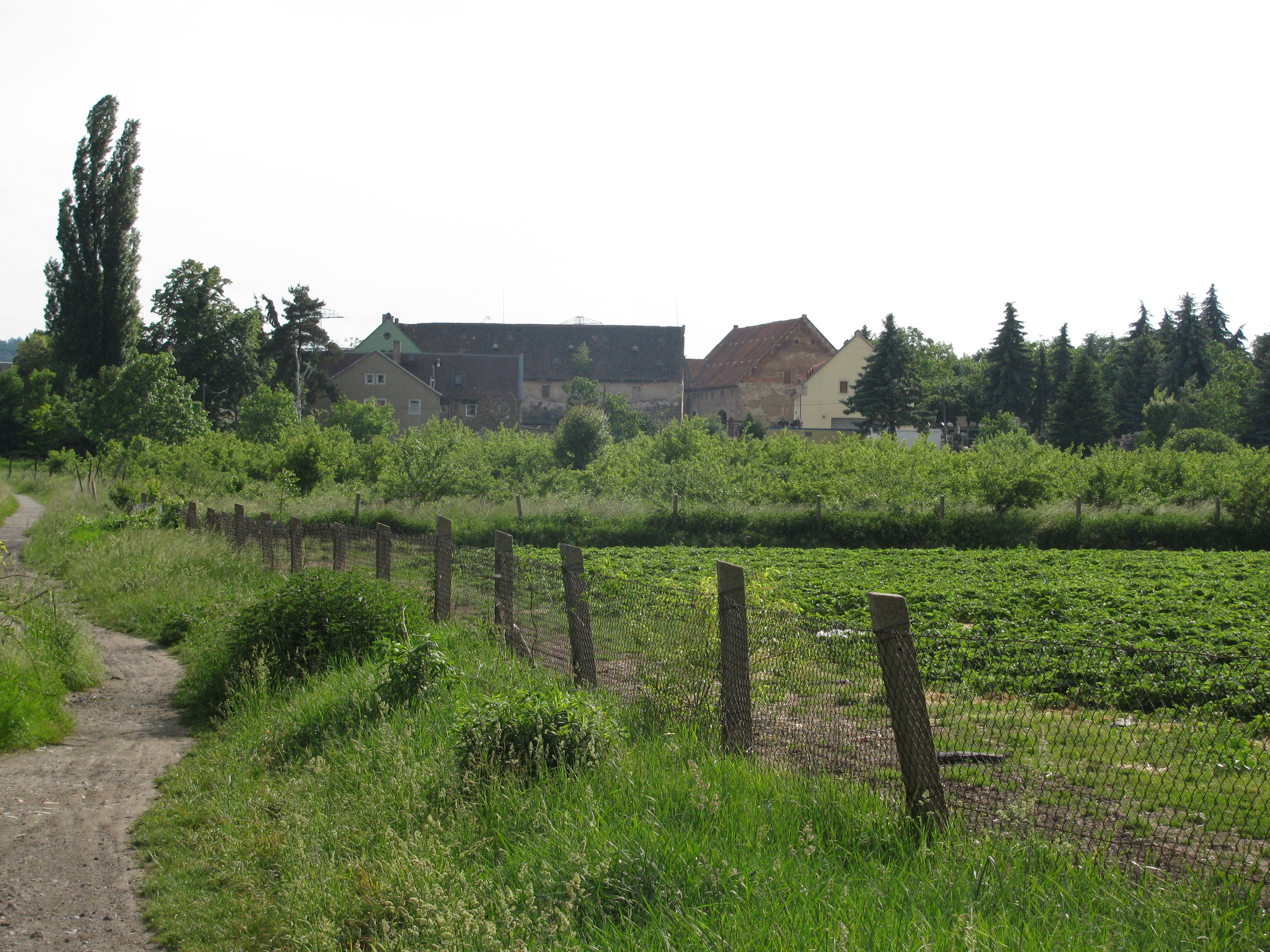
Dorfkern Altsporbitz

Der alte Dorfkern Altsporbitz liegt etwas erhöht am südwestlichen Rand eines alten und weitgehend trocken liegenden Elbarms, der gegenüber von Birkwitz von der Elbe abzweigt und mit dieser gemeinsam die Stadtteile Zschieren, Meußlitz, Kleinzschachwitz und Laubegast einschließt, bis er in Tolkewitz wieder auf die eigentlichen Elbwiesen trifft. Selbst beim Elbhochwasser 2002 wurden jedoch nur kleine Teile von Sporbitz geflutet. Gegenüber von Altsporbitz, auf der anderen Seite des alten Elbarms, liegt die Straße Am Teich, der historische Ortskern des ehemaligen Sporbitzer Nachbardorfs Meußlitz. Der Elbarm wird in diesem Bereich vom Brüchigt- oder Brüchichtgraben durchflossen. Der Boden von Sporbitz ist geprägt durch den Aulehm dieses Elbarms. Außerdem gibt es reiche Kiesvorkommen, die über Jahrzehnte ausgebeutet wurden, wovon der im Osten der Flur gelegene Baggersee der Sporbitzer Kiesgrube zeugt. Im Westen der Sporbitzer Flur mündet in Höhe der Straße Am Lugaer Graben der Maltengraben in den Lockwitzbach.
Während der Norden der Gemarkung als natürliches Überschwemmungsgebiet weitgehend von Bebauung freigehalten wurde, stehen südlich und westlich des Ortskerns mehrere kleine Siedlungen. Der Südwesten von Sporbitz wird hingegen durch Gewerbe geprägt und als Industriegebiet Zschachwitz bezeichnet. Im äußersten Süden von Sporbitz trieben die Städte Dresden und Heidenau gemeinsam seit 2005 die Erschließung des interkommunalen Gewerbegebiets Dresden/Heidenau voran. Wichtigste Straße von Sporbitz ist die Pirnaer Landstraße, die Dresden über Leuben und Heidenau mit Pirna verbindet. Von ihr zweigen die Struppener Straße, die den Stadtteil mit Meußlitz und Zschieren verbindet, sowie die Fritz-Schreiter-Straße ab, die einen Teil der Gewerbeflächen erschließt und den Anschluss zum S-Bahn-Haltepunkt Dresden-Zschachwitz herstellt. Die anderen benannten Straßen in Sporbitz heißen Sporbitzer Ring, Kameradenweg, Am Werk, An der Schule und Walter-Peters-Straße. Ein weiteres öffentliches Verkehrsmittel ist die Buslinie 65 der Dresdner Verkehrsbetriebe.

## Geschichte
Das Dorf Sporbitz entstand als sackgassenartiger Rundling und war mit einer gewannähnlichen Streifenflur ausgestattet. Der Ortsname ist slawischen Ursprungs und leitet sich ab von spar, der altsorbischen Bezeichnung für eine ausgebrannte Stelle. Vermutlich ist Sporbitz also durch Brandrodung entstanden. Im Jahr 1350 wurde es als Sperwicz erstmals erwähnt. Der Ortsname entwickelte sich anschließend im 15. Jahrhundert über Sporewicz, Spoerewicz, Sparewicz und Sporrewitz hin zu Sporwitz, das 1493 genannt wird. Im 16. Jahrhundert existieren zunächst die Formen Spürwitz, Spurwitz und Skorbicz, bevor 1551 erstmals die heutige Schreibweise des Stadtteils auftaucht.

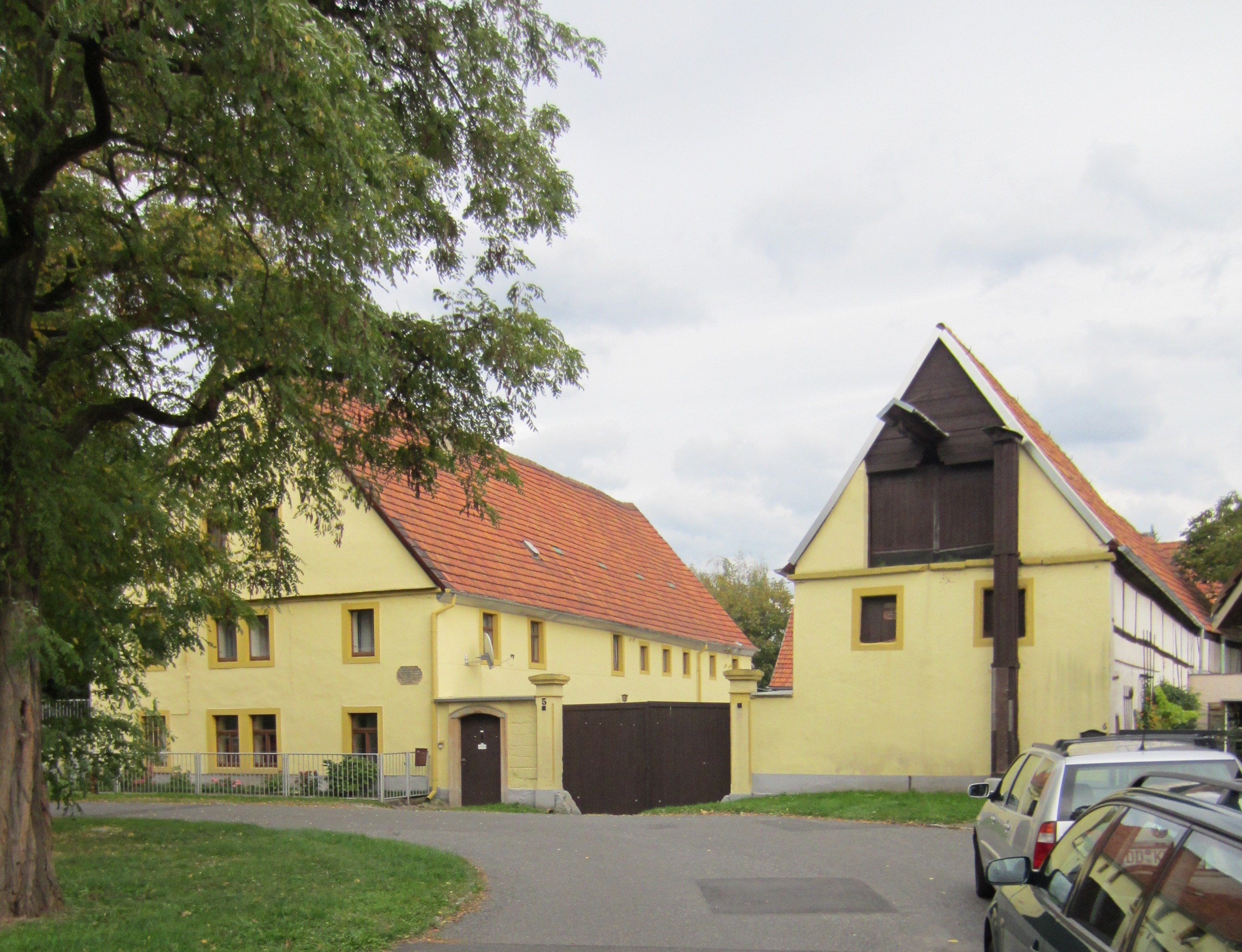
Kulturdenkmal Dreiseithof Altsporbitz 5 mit einer Inschrift am Wohnhaus

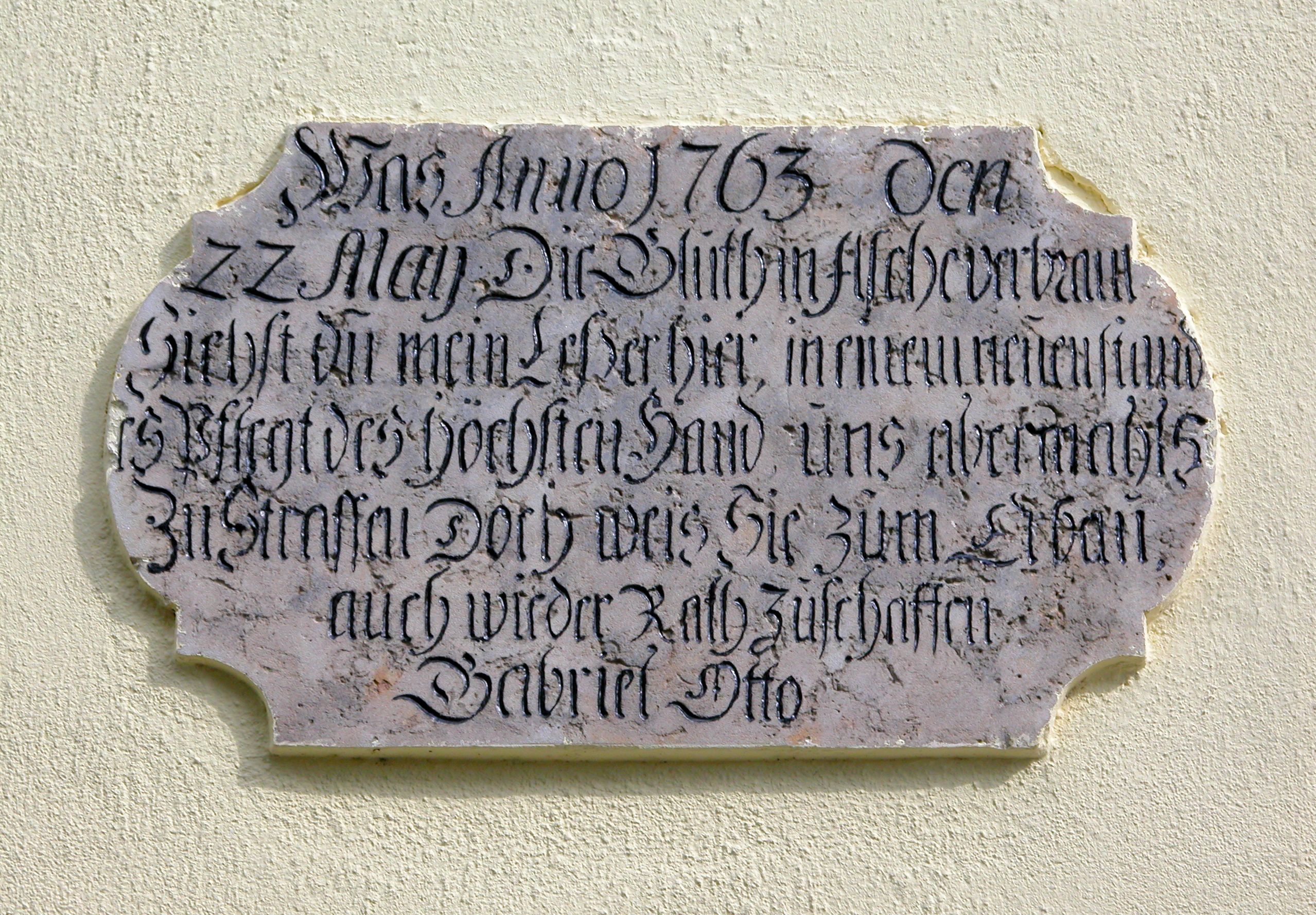
Inschrift am Haus Altsporbitz 5

Zunächst befand sich Sporbitz, das nur wenige Gehöfte umfasste, um 1465 im Besitz der sächsischen Adelsfamilie von Körbitz, so zum Beispiel von Melchior von Körbitz, der Mitte des 16. Jahrhunderts Gutsherr von Meusegast war. Johann Siegmund von Liebenau übte 1662 als Besitzer des Rittergutes Zehista die Grundherrschaft aus; bis ins 19. Jahrhundert blieb das Dorf Sporbitz an dieses Rittergut angeschlossen. Administrativ gehörte es ursprünglich zum Amt Dresden, kam aber schon Ende des 16. Jahrhunderts zum Amt beziehungsweise zur späteren Amtshauptmannschaft Pirna. Nachteilig wirkte sich die Lage des Dorfes nahe dem Endpunkt des Kulmer Steigs aus. So wurde es 1639 im Dreißigjährigen Krieg von durchziehenden schwedischen Truppen niedergebrannt, woran eine Inschrift am Gut Altsporbitz 9 erinnert; an einen weiteren Dorfbrand vom 22. Mai 1763 erinnert eine Inschrift am Haus Nr. 5.
In Sporbitz wurde hauptsächlich Landwirtschaft betrieben, wofür die Aulehmböden besonders des alten Elbarms geradezu prädestiniert waren. Weitere Erwerbszweige waren die Zwirnerei und die Strohflechterei, denen man in Heimarbeit für einen kleinen Zuverdienst nachging. Erhalten geblieben sind vier denkmalgeschützte Bauerngehöfte aus dem 18. Jahrhundert in Altsporbitz, darunter Drei- und Vierseithöfe. Eingepfarrt war Sporbitz ursprünglich nach Dohna; ab 1897 bildeten die Sporbitzer Einwohner gemeinsam mit Klein- und Großzschachwitz sowie Meußlitz und Zschieren die Zschachwitzer Stephanusgemeinde. Die Sporbitzer Kinder gingen in die Kleinzschachwitzer Schule, bis im Jahr 1900 eine eigene Schule fertiggestellt wurde.
Ende des 19. Jahrhunderts siedelten sich einige Industriebetriebe im Süden von Sporbitz an, bedingt durch die unmittelbare Nähe der Bahnstrecke Dresden–Bodenbach. Damit verbunden war auch die Errichtung neuer Wohngebäude im Ort; beides ging zu Lasten der landwirtschaftlichen Nutzflächen. Der bedeutendste Betrieb war die 1873 von den Brüdern Christian und Carl Seck aus Bockenheim als Mühlenbauanstalt und Maschinenfabrik Gebrüder Seck gegründete, 1897 von den Luther-Werken in Braunschweig übernommene und 1918 hierher verlegte Mühlenbauanstalt und Maschinenfabrik vorm. Gebrüder Seck. Der von 1916 bis 1918 errichtete Neubau hatte eine Nutzfläche von 45.000 m² und war für 1.800 Arbeiter ausgelegt. Das Unternehmen wurde 1925 auf die MIAG fusioniert.
Da zu Beginn des 20. Jahrhunderts die Vereinigung von Groß- und Kleinzschachwitz gescheitert war, sah sich Großzschachwitz nach neuen Partnern um. Am 1. Januar 1921 wurde Sporbitz eingemeindet. Die entstandene Gemeinde führte fortan den Namen Zschachwitz und wurde ein Jahr später um Meußlitz erweitert. Während des Zweiten Weltkriegs existierte bei der MIAG im zu Sporbitz gehörigen Industriegebiet Zschachwitz ein Außenlager des KZ Flossenbürg. Am 1. Juli 1950 wurde Sporbitz als Teil von Zschachwitz nach Dresden eingemeindet. In der Zeit der DDR befand sich im Süden von Sporbitz am Ort des jetzigen neuen Gewerbeparks das größte Betonwerk Dresdens. Es bezog seine Rohstoffe zum Teil aus der direkt benachbarten Sporbitzer Kiesgrube und stellte vorwiegend Betonfertigteile für die Plattenbauten der Großstadt her, die in großer Zahl beispielsweise in Prohlis und Gorbitz entstanden. Der Sporbitzer Sportplatz an der Pirnaer Landstraße ist heute die Heimstätte des FV Blau-Weiß Zschachwitz.

### Einwohnerentwicklung
| Jahr    | Einwohner                     |
| ------- | ----------------------------- |
| 1547/51 | 6 besessene Mann, 11 Inwohner |
| 1764    | 7 besessene Mann, 3 Häusler   |
| 1834    | 80                            |
| 1871    | 122                           |
| 1890    | 233                           |
| 1910    | 1113                          |